# Igor Strmšnik
Igor Strmšnik, slovenski politik, * ?.
Bil je državni sekretar Republike Slovenije:
- na Ministrstvu za ekonomske odnose in razvoj Republike Slovenije (16. junij 2000 - 25. januar 2001) in
- na Ministrstvu za gospodarstvo Republike Slovenije (25. januar 2001 - 16. januar 2003).